# On the 6
On the 6 är debutalbumet av den amerikanska artisten Jennifer Lopez. Skivan gavs ut den 1 juni 1999 via Work Group. Lopez började sin karriär med att uppträda i musikaler under sena 1980-talet men arbetade fortsättningsvis som skådespelare och uppmärksammades för roller i Anaconda och Out of Sight. Hon återvände till musiken med gestaltningen av den mördade sångaren Selena Quintanilla i filmen Selena (1997). Rollen inspirerade henne till att starta en musikkarriär vilket mediajournalister bedömde som riskfyllt; om den "floppade" skulle detta inte bara skämma ut Lopez utan även skada hennes filmkarriär. Hon jobbade med flera musikproducenter till skivan, däribland Rodney Jerkins, Cory Rooney, Dan Shea och sin dåvarande pojkvän, rapparen och producenten Sean Combs.
Musikrecensenter gav Lopez musikaliska debut mestadels positiv kritik. On the 6 prisades för dess konservativa (men ändå dynamiska) musikstil och kombinationen av Latinopop, R&B och pop. Lopez sång hyllades för sin mångsidighet och beskrevs som "förförisk" och "het". Några ansåg att materialet på skivan var svagare än förväntat medan andra beskrev samlingen som en "solid start". Skivan var framgångsrik på de flesta internationella albumlistorna med topp-tio-positioner i USA och flera andra länder. On the 6 såldes i tre miljoner exemplar i USA där den också mottog trippel platinacertifiering av Recording Industry Association of America. Åtta miljoner kopior såldes på den internationella marknaden.
On the 6 genererade fem singlar, de flesta var kommersiella framgångar. "If You Had My Love" nådde förstaplatsen på amerikanska singellistan medan "Waiting for Tonight" placerade sig inom topp tio. "No Me Ames", en ballad med hennes framtida make Marc Anthony, blev en hit på Billboards Latinotopplistor medan "Let's Get Loud" blev en av sångarens signaturlåtar. Musikvideon för "If You Had My Love" blev framgång på MTV och VH1. Videorna för "Waiting for Tonight" och "Feelin' So Good" mottog liknande bemötande. Med On the 6 började Lopez influens bland latinamerikaner att öka markant. Hon (samt artister som Ricky Martin och Christina Aguilera) ansågs sätta igång den "etniska bomben" under sena 1990-talet där flera latinamerikaner fick mainstream-popularitet. Framgångarna med On the 6 tillät Lopez att utvecklas till en popikon under flera år framöver.

## Bakgrund och produktion
Tanken på att göra ett album var inget knep för att tjäna pengar. Det var inte; 'Åh, det går bra som skådespelare, jag skulle kanske passa på att göra en skiva!' Jag hade ett skivkontrakt med Giant [Records] innan min filmkarriär. När jag gjorde Selena kom allt tillbaka igen, att dela det där speciella med fans och publik som man inte har på samma sätt när man gör film. Jag saknade det jättemycket. Jag saknade spänningen innan man gick upp på scenen. Det fick jag uppleva tidigt i min karriär när jag gjorde musikaler.
Sedan unga år ansåg Lopez Puertoricanska föräldrar att det var viktigt med en bra utbildning och förmåga att kunna prata flytande engelska. Istället för att riskera att råka i knipa utomhus uppmuntrade föräldrarna sina döttrar att sjunga och dansa för varandra och sina vänner. Under sitt sista år i skolan fick Lopez reda på att ett filmbolag sökte flera unga tjejer till mindre roller i en film. Hon auditionerade och fick en roll i lågbudgetfilmen My Little Girl (1986) regisserad och skriven av Connie Kaiserman. Efter sin medverkan insåg Lopez att hon ville bli en "berömd filmstjärna". Hon berättade för sina föräldrar men de sa att det var en "väldigt dum idé" och att "inga andra latinamerikaner höll på med sånt". De olika åsikterna fick Lopez att flytta hemifrån till en liten lägenhet på Manhattan. Samtidigt uppträdde hon vid flera regionala musikaler innan hon anställdes för att sjunga refrängen i Golden Musicals of Broadway som turnerade i Europa under fem månader. Lopez var olycklig över att hon var den enda personen i kören som inte hade ett solo. En tid senare fick hon jobb på showen Synchronicity i Japan. Där arbetade hon som skådespelare, koreograf, dansare och sångare. Kort därefter fick hon sin första permanenta roll som en Fly Girl i TV-serien In Living Color. Hon flyttade till Los Angeles med sin dåvarande pojkvän David Cruz för att vara närmare inspelningen. Hon fortsatte att göra programmet fram till 1993 när hon istället började fokusera på en filmkarriär.
År 1996, efter en rad småjobb, fick Lopez sitt genombrott med rollen som den mördade amerikanska sångaren Selena Quintanilla i filmen Selena (1997). I filmen användes Selenas röst i de musikaliska scenerna men Lopez sjöng låttexterna istället för att mima. I en intervju när hon frågades om Selena inspirerade henne till att göra musik svarade Lopez: "Jag blev verkligen, verkligen inspirerad. Jag startade min karriär med musikaler så när jag gjorde filmen blev jag påmind om hur mycket jag saknade att sjunga och dansa." Efter inspelningen av filmen kände Lopez av sina "latinamerikanska rötter" och spelade in ett demospår på spanska. Lopez' manager skickade låten ("Vivir Sin Ti") till Sony Music Entertainments Work Group som innan visat intresse för henne. Tommy Mottola, chefen vid bolaget föreslog att hon skulle sjunga på engelska och Lopez började därefter arbeta på On the 6. Hon var medveten om att hennes fördelaktiga utseende och redan etablerade namn som skådespelare hade varit en bidragande orsak till att hon erbjudits ett skivkontrakt och ville därför bevisa för kritiker och allmänheten att hon hade musikalisk talang. Flera av USA:s största recensenter ställde sig frågande till Lopez val att göra musik. Det sades att om skivan "floppade" skulle detta inte bara skämma ut Lopez utan även skada hennes filmkarriär.
Skivans titel refererar till tunnelbanelinjen 6 som hon brukade åka på från Bronx till sitt jobb i Manhattan innan kändisskapet. Lopez tyckte att albuminspelningen var som en "helt annan värld" jämfört med att skådespela i Hollywood: "Filmindustrin är väldigt strukturerad och tidsbestämd. Musikbranschen däremot är väldigt avspänd, du kan komma och gå som du vill." Hon hoppades att On the 6 skulle tilltala personer som henne: "Engelska är mitt förstaspråk. Jag växte upp här. Jag föddes här och jag hade inte en spanskspråkig karriär först. Jag tror att skivan kommer att tilltala min generation, vi som växte upp i Amerika men som hade latinamerikanska föräldrar eller föräldrar med en annan etnicitet." Lopez ville att skivan skulle reflektera båda hennes sidor men betraktade latinamerikaner som hennes "huvudpublik". Motolla och Lopez träffade många olika producenter inför produktionen av On the 6. Musikkompositören och låtskrivaren Cory Rooney mindes att det "klickade" mellan honom och Lopez. Han spelade piano och sjöng "Talk About Us", en låt som både Motolla och Lopez gillade. Hon spelade in den följande dag och arbetade sedan med Rooney på resten av skivan. Andra bidragsgivare till On the 6 var hennes dåvarande pojkvän Sean "Puffy" Combs, den framtida maken Marc Anthony, Rodney "Darkchild" Jerkins, Poke & Tone samt paret Emilio och Gloria Estefan. Den Grammy Award-vinnande sångaren och producenten Betty Wright, känd för sin hit "Clean Up Woman" (1971), arbetade nära Lopez och gav henne massvis av "inspiration". Lopez sa att Wright hade en "fantastisk personlighet": "Hon var med i inspelningsstudion dag efter dag och hjälpte mig. Jag är en ung sångare. En ung studiosångare. Jag har sjungit i hela mitt liv - även på scen - men det är helt annorlunda i inspelningsstudion. Du behöver någon som kan guida dig genom det."

## Musikaliskt innehåll
| Albumspåret och singeln "Feelin' So Good" komponerades av Lopez dåvarande pojkvän Sean "Puffy" Combs" och innehöll rapparen Fat Joe som gästartist. |  | Albumspåret och singeln "Feelin' So Good" komponerades av Lopez dåvarande pojkvän Sean "Puffy" Combs" och innehöll rapparen Fat Joe som gästartist. |
| Albumspåret och singeln "Feelin' So Good" komponerades av Lopez dåvarande pojkvän Sean "Puffy" Combs" och innehöll rapparen Fat Joe som gästartist. |  | |

On the 6 består mestadels av R&B blandad latinamerikansk musik, en genre som Lopez kallade Latin soul. Trots att Lopez beskrev sig själv som tvåspråkig och att skivan hade tydliga latino-influenser, valde hon att sjunga på engelska. The Los Angeles Times ansåg att skivan var mer än bara "Latin soul" utan också "enastående danspop". I en intervju sa Lopez: "Albumet har både R&B och latinamerikanska vibbar. Den har båda dessa som influenser... Men den har fortfarande en tydlig pop-känsla. Jag ville blanda dessa stilar för jag känner att det är den jag är. Uppväxten i Bronx och mitt latinamerikanska ursprung." Skivan inkorporerar olika delar av Lopez' liv och uppväxt samt en påbörjad utforskning av kärlek, ett tema som var återkommande på senare album.
"If You Had My Love" är en långsam midtempo-produktion i h-moll som innehåller funk och pop. I låten lägger Lopez fram några "grundregler" som sin eventuella partner måste följa: "Now if I gave you me, this is how it's got to be/ First of all I won't take you cheatin' on me/ Tell me who can I trust if I can't trust in you/ And I refuse to let you play me for a fool". "Let's Get Loud" är en "eldig och soulfylld" salsa-danspop-låt, först skriven till Gloria Estefan men som gav den till Lopez (för att Estefan trodde att hon skulle ha roligare med den). Lopez latinamerikanska påbrå ger sig till känna när hon "självsäkert" deklarerar: "Ya Jen llego, presente!" ("Jen har anlänt!"). "Feelin' So Good" är en hiphop-låt i midtempo med rapparna Big Pun och Fat Joe som gästartister. Låten samplar Strafes "Set It Off". Lopez framför textverser som "I'm feelin so good" och "Nothing in this world could turn me around" medan Big Pun ropar "Jenny, you da bomb!" "Waiting for Tonight" är en danspoplåt som markerar höjdpunkten på skivans mera "dansanta del". Aaron Beierle vid DVD Talk ansåg att låten hade en "tropisk stämning" medan David Browne från Entertainment Weekly beskrev den som "klubb-vänlig".
Textmässigt, i flera lugna ballader, porträtterar Lopez en kvinna som har ett krossat hjärta. "No Me Ames" framförs av Lopez och sångaren Marc Anthony som blev hennes make flera år senare. Balladen, som beskrevs som "brännhet" av musikjournalister, fanns i två versioner på skivan; originalet och en "Tropical Remix" som hade högre tempo. Heather Phares från AllMusic ansåg att remixversionen lyfte fram "Lopez' etniska ursprung". "Open Off My Love" är en av skivans mera dansanta låtar som hämtar inspiration från både R&B och latinopop. Spåret innehåller både horn, keyboards och slagverk. Låten innehåller flera sexuella insinuationer så som "When I touch, you get hot" och "Touch you in that place you like/ You'll be open off, my love". "Should Have Never" är en av skivans "mjuka" ballader där Lopez sjunger om ånger. Om skrivandet av "Should Have Never" sa Lopez: "Jag lyssnade och lyssnade på melodin sen sa jag 'Jag har en idé vad jag vill skriva om'. När du är i en relation och en annan person kommer in i ditt liv - trots att du älskar din partner- så finns hela tiden den andra personen där..." On the 6 innehåller flera andra ballader, däribland "Too Late" och den "flamenco-influerade" och bitterljuva "Could This Be Love". Lopez visar även sin sårbara sida på "Talk About Us" och "Promise Me You'll Try".

## Utgivning och marknadsföring
Jag har gjort så många intervjuer för jag ville att alla skulle få veta hur jag kände. Det här var inget som jag såg på som en vinst och ett trick. Jag tänkte inte: 'äh jag gör det bara och ser vad som händer'. Nej, musiken har varit en del av mig sedan jag var ung. Att ni fick lära känna mig som skådespelare först var ett sammanträffande för jag hade alltid tänkt göra både och. Det var bara en fråga om timing.
Under skivans utgivningsdag sågs Lopez vid Virgin Megastore i New York där hon höll en skivsignering för sina fans. Den 4 juni fortsatte hon att öka publiciteten för albumet genom ett besök vid Wherehouse Entertainment Store i Beverly Connection, Los Angeles. Enligt Yahoo! Music förväntades hon göra en "storslagen rödamattan-entré" och sedan signera skivor till fans. Den 9 juli besökte Lopez och Ricky Martin The Oprah Winfrey Show för att diskutera den "latinamerikanska explosionen" på USA:s musikmarknad. Följande dag uppträdde hon under avslutningsceremonin vid Dam-Världsmästerskapet i fotboll 1999 som hölls vid Rose Bowl. Den 12 augusti var hon presentatör vid prisgalan Teen Choice Awards. En vecka senare sände BET en dokumentär, 24 Hours With Jennifer Lopez – From Fly Girl to Major Star. Den 23 augusti kunde Lopez ses i MTV-programmet Making the Video (avsnitt 108) som följde henne under inspelningen till videon "Waiting for Tonight". I oktober samma år sände MTV en dokumentär om artisten där tittaren fick följa med "bakom kulisserna hos en av branschens hetaste stjärnor". Programmet visade även hur Lopez levde innan sin berömmelse och hennes barndom där hon fick upp ögonen för underhållningsindustrin som flamencodansare. Den 8 december 1999 framförde Lopez "Waiting for Tonight" för första gången vid Billboard Music Awards som hölls vid Grand Garden Arena Las Vegas.
Den 27 december 1999 arresterades Lopez, hennes dåvarande pojkvän Sean Combs (som var en av producenterna bakom On the 6) och två ytterligare i samband med en skjutning på en nattklubb vid Times Square i New York. Gruppen anklagades för olaga vapeninnehav och stulen egendom. Efter en kort tid friades Lopez och hennes advokat skrev: "Jennifer Lopez äger inget skjutvapen och fördömer användandet av sådana." Combs publicist bekräftade och sa: "Lopez hade absolut ingenting med händelsen att göra." Combs blev dessvärre fälld inför Manhattans jury. Kontroversen förväntades att skada lanseringen av On the 6 vilket en talesperson för Lopez dock beskrev som "osannolikt" då händelsen endast uppmärksammats i New York-området. Med utgivningen av "Feelin' So Good" påbörjade Lopez en ny våg av marknadsföring under första kvartalet av år 2000. Den 23 februari bar Lopez en grön exotisk Versace-klänning i silke till den 42 upplagan av den amerikanska Grammyceremonin. Kreationen överskuggade den tidigare skottlossningen och blev en av de mest välkända och noterbara galaklänningarna i historien. Den 15 april, vid den trettonde upplagan av den årliga prisceremonin Kids' Choice Awards, framförde Lopez "Feelin' So Good". Den andra maj framförde hon återigen "Feelin' So Good" och "Waiting for Tonight" på Saturday Night Live. I november samma år släpptes Jennifer Lopez: Feelin' So Good av SMV Enterprises. DVD:n innehöll en dokumentär-lik film om Lopez inträde i musikbranschen och innehöll intervjuer, bakom kulisserna material, musikvideor och livespelningar.

### Singlar
"If You Had My Love" (Lopez' debutsingel) gavs ut som skivans huvudsingel den 4 maj 1999. Låten, som producerades av Rodney Jerkins, LaShawn Daniels, Fred Jenkins III och Cory Rooney, blev en omedelbar hit som nådde förstaplatsen i USA. Internationellt blev "If You Had My Love" en listetta i Australien, Nya Zeeland och Finland och nådde över topp-tio i ytterligare tio länder. Vid en tillbakablick om låtens framgång i USA sa Lopez: "Jag tänker fortfarande mycket på det. Typ, wow, min absolut första singel nådde förstaplatsen. Det är en helt överväldigande känsla... Väldigt speciellt." Musikvideon till låten regisserades av Paul Hunter och orsakade uppståndelse då den sades handla om Voyeurism. Den fick positiv kritik från musikjournalister, däribland Entertainment Weekly som gav den A-minus i betyg. "No Me Ames" (med Marc Anthony) gavs ut som skivans andra singel. Trots att den redan getts ut som b-sida till "If You Had My Love" skickades låten till radio och tog sig senare in på Billboards förgreningslista Hot Latin Songs.
"Waiting for Tonight", skivans tredje singel, gavs ut den 15 november 1999. Låten och dess musikvideo som visade en nyårsfest inför den stundande millenniebuggen, betraktas som hennes bästa singel (och video). När år 2000 närmade sig klättrade "Waiting for Tonight" på Billboard Hot 100 och nådde slutligen plats åtta (vilket blev Lopez' andra topp-tio hit listan). Den 25 januari 2000 släpptes "Feelin' So Good" med rapparna Big Punisher och Fat Joe som den fjärde singeln från On the 6. Vid en livespelning i programmet Saturday Night Live dök Big Punisher aldrig upp; det var senare som MTV News meddelade att rapparen avlidit av en hjärtattack relaterat till hans vikt. Via ett pressmeddelande skrev Lopez:
"Han var en stolthet för det latinamerikanska folket, en fantastisk artist och ett fantastisk person. Vi kommer att sakna honom oerhört." Under rapparens uppmärksammade död misslyckades "Feelin' So Good" att nå samma framgångar som tidigare singlar och stannade på plats 51 på Hot 100-listan. I juni samma år släpptes "Let's Get Loud" som skivans sista singel då Lopez istället börjat fokusera på ett nytt album.

## Mottagande

### Kritikers respons
On the 6 mottog starkt positiv kritik av musikjournalister. Elysa Gardner från The Los Angeles Times prisade skivans blandning av "urbana och latinamerikanska influenser" och "smarta användande av svängig danspop." Hon beskrev Lopez' sång som "lika förförisk som i hennes arbeten på bioduken". NME skrev: "Filmstjärnan och miljonären Jennifer Lopez byter inriktning och hennes lågmälda spinnande utplånar världens behov av sångare som Houston, Dion och resten av alla skönsjungande divor... Mariah Careys fortsatta strävan efter coolhet fick ett ordentligt slag." Rob Sheffield från Rolling Stone gav skivan tre stjärnor av fem möjliga. Han var positiv till Lopez musikaliska öra: "Den glada nyheten med On the 6 är att hon vet vad hon gör. Istället för sång-akrobatik håller sig Lopez till lågmälda R&B-stämmor. Hon vet att hon inte behöver ta i från tårna - hon har redan fångat ditt intresse." Heather Phares från Allmusic var också positiv och ansåg att skivan visade "skådespelarens heta, mångsidiga röst i flera olika musikaliska miljöer." Newsday skrev dessvärre att "omslaget och produktionen var bättre än Lopez sång." David Browne från Entertainment Weekly gav ett avmätt betyg. Han var missnöjd över Lopez' sång som han inte tyckte levde upp till den rika produktionen. "Så fort hon öppnar munnen rämnas den genomtänkta produktionen. Karisman i rösten som vi lärt känna- och älska- i filmer som Out of Sight, tynar bort." Browne ansåg att rösten var "tunnare" än förväntat: "Inte pinsamt svag. Men sorgligt alldaglig". Han avslutade med att skriva: "Efter all tid, planering och pengar som lagts ner i Lopez musikaliska debut är hon inte mer än en mild Spice Girl." Robert Christgau ansåg att "Let's Get Loud" var den bästa låten på skivan, ett "självklart val" enligt honom. Aaron Beierle vid DVD Talk beskrev On the 6 som en "självsäker musikalisk debut" trots att Lopez sång inte var särskilt "imponerande" men ändå "varm och sensuell". Han avslutade sin recension med att klargöra: "Sången i upptempo-produktionerna är djupare och mera dynamisk medan balladerna presenteras med högre klarhet och ljusare toner."

### Kommersiell prestation
On the 6 blev en kommersiell framgång. Mot veckoslutet den 19 juni 1999 debuterade skivan på plats åtta på Billboard 200 med en försäljning på 112 000 exemplar. Under samma vecka låg "If You Had My Love" sin andra vecka på Billboard Hot 100. Nästa vecka föll skivan till tolfteplatsen trots att huvudsingeln behöll förstaplatsen. Under tredje veckan behöll On the 6 tolfteplatsen. Enligt Nielsen Soundscan såldes 400 000 exemplar av skivan under de första tre veckorna. Under juli månad fortsatte On the 6 att prestera bra; albumet höll sig inom topp-tjugo på amerikanska albumlistan. Fram till 21 augusti hade skivan tillbringat tio veckor över topp-tjugo, medan "If You Had My Love" befunnit sig över topp-tio på motsvarande singellista i tolv veckor. Fram till oktober hade 1,6 miljoner exemplar av On the 6 sålts i USA. Efter över ett år på listan föll On the 6 ur Billboard 200 den 3 juni 2000, där den en vecka tidigare noterats på plats 173. Två veckor senare tog den sig in på listan igen, då på plats 179. Följande vecka föll den till plats 186 vilket blev Billboards sista notering av albumet. Sammanlagt tillbringade On the 6 53 veckor på amerikanska albumlistan. Skivan tog sig även in på förgreningslistan Top R&B/Hip-Hop Albums där den som högst noterades på plats åtta. On the 6 mottog trippel platina certifiering av Recording Industry Association of America för över tre miljoner album skickade till affär. I oktober 2010 meddelade Gary Trust från Billboard att skivan hade sålts i 2,81 miljoner exemplar, vilket gjorde On the 6 till hennes näst-bäst säljande album i karriären.
Skivan nådde även framgångar internationellt med topp-tio positioner i flera länder. I Tyskland tog sig On the 6 in på landets albumlista på plats åtta den 19 juni 1999. Efter två veckor nådde klättrade den till tredjeplatsen. Skivan mottog guldcertifiering av International Federation of the Phonographic Industry (IFPI) för en försäljning över 250.000 exemplar. Albumet nådde också tredjeplatsen (och certifierades guld) i Schweiz tack vare en försäljning på 15.000 exemplar. I Kanada nådde On the 6 femteplatsen och mottog ett femfaldigt platinacertifikat för en halv miljon sålda skivor. I Belgien nådde skivan tiondeplatsen i Flandern och sjätteplatsen i Wallonien. On the 6 debuterade på plats 55 på Nederländernas albumlista mot veckoslutet den 10 juli 1999. Nära en månad senare, den 7 augusti, nådde skivan sjätteplatsen. Albumet tillbringade totalt 82 veckor på landets lista och mottog en platinacertifiering för en försäljning på 60.000 exemplar. On the 6 debuterade på elfteplatsen i Australien den 18 juli 1999. År 2002 mottog skivan en platinacertifiering av Australian Recording Industry Association för en försäljning på 70.000 exemplar. On the 6 nådde som högst plats 14 i Storbritannien och certifierades platina av British Phonographic Industry tack vare en försäljning på 300.000 skivor. Albumet noterades för första gången på plats 24 på Franska albumlistan den 3 juli 1999 och nådde plats 15 två veckor senare. On the 6 tillbringade 38 veckor på topplistan och belönades med tvåfaldig guldcertifiering av Syndicat National de l'Édition Phonographique (för en försäljning på 210.000 exemplar). Fram till 26 november 1999 hade On the 6 sålts i 2 miljoner exemplar internationellt. År 2003 uppdaterades siffran till över 8 miljoner.

## Arv och eftermäle
Lopez och Ricky Martin ansågs sätta igång den "etniska bomben" under sena 1990-talet där flera latinamerikaner, som exempelvis Marc Anthony, Enrique Iglesias och Christina Aguilera fick mainstream-popularitet. Mark Gaurino vid Daily Herald beskrev Lopez som en "crossover royalty" (en person som är framgångsrik inom flera olika musikformat). Lopez och Anthony ville att "latinoinvasionen" och "uppståndelsen" skulle avta så att de kunde betraktas som "vanliga artister och personer". I en intervju sa Lopez: "Jag tror inte att 'latino' är en fas eller att det typ är 'årets heta grej'. Det handlar ju om människor, så det borde inte vara så. Verkligen inte." Tidskriften Hartford Courant skrev: "De har alla erövrat mainstream-poppen genom att tona ner salsa-hettan och särskilt genom att sjunga på engelska." I en senare intervju sa Lopez följande:
Det är lite roligt för dom skrev att det var en 'erövring' bara för att tre personer släppte album samtidigt, eller vad det nu var. Ja, jag är latinamerikan. Ja, jag gjorde ett popalbum på engelska. Jag växte ju upp här i USA. Jag vet inte... Det störde inte mig på något sätt. Jag tänkte inte att det var något negativt. Men jag tyckte samtidigt att det var orättvist. Media fick det att framstå som att det var en 'trend' eller att vår kultur var en 'grej'.
Sex månader efter utgivningen av On the 6 hade Lopez framgångsrikt transformerats från en filmstjärna till en popstjärna. Hon blev en av få att nå denna bedrift och den första sedan Martika och Vanessa Williams (vilka kunde lägga till "popstjärna" i resumén under 1980- och tidiga 1990-talet).. Den utmanande musikvideon till skivans huvudsingel ("If You Had My Love") blev en hit på MTV-kanaler världen över vilket gjorde Lopez populär i ett område som tidigare dominerats av Madonna och Janet Jackson. "Waiting for Tonight" och dess medföljande musikvideo skapade en "musikalisk förfest" inför millennieskiftet. År 2013 beskrev Andrew Barker från Variety låten som hennes "genombrott i danspop-genren" och noterade att hon var en pionjär i europop-genren flera år innan den blev populär. När genren blev en trend valde Lopez att göra något annat (hon gav istället ut sitt första spanskspråkiga album, Como Ama una Mujer år 2007).
Efter utgivningen av On the 6 har Lopez kommit att betraktas som en så kallad "triple threat" (en framgångsrik person inom musik, film och mode), den mest inflytelserika latinamerikanska artisten och en popikon. The Los Angeles Times skrev: "Omställningen från skådespelare till sångare är ett riskfyllt moment för vem som helst. Kommer ni ihåg Philip Michael Thomas musikaliska debut? I motsats gör Lopez allt så behagligt som möjligt." Entertainment Weekly som gav skivan en avmätt recension skrev: "År 2020 kommer den här skivan vara med i någons doktorsavhandling om farorna med en 'crossover'." Lopez har använt sin film och musikkarriär för att skapa ett framgångsrikt imperium. I april 2011 skrev The Palestine Times: "Från Fly Girl i In Living Color till jurymedlem i American Idol, hennes talang har tagit henne långt över triple threat-stämpeln som hon fått genom att vara en dansare, sångare och skådespelare och styr nu ett mäktigt imperium som inkluderar parfymer, produktionsföretag, lukerativa reklamkampanjer och en plats på toppen av försäljningslistorna. Hon har därtill sålt miljontals skivor under åren." Lopez har sålt över 75 miljoner album efter On the 6 och mottagit en stjärna på Hollywood Walk of Fame år 2013 för hennes bidrag till musikindustrin.

## Låtlista
| Nr           | Titel                                                | Text                                                                    | Musik                                                                      | Producent(er)                             | Längd |
| ------------ | ---------------------------------------------------- | ----------------------------------------------------------------------- | -------------------------------------------------------------------------- | ----------------------------------------- | ----- |
| 1.           | If You Had My Love                                   | Rodney Jerkins, LaShawn Daniels, Cory Rooney                            | Jerkins                                                                    | Jerkins                                   | 4:25  |
| 2.           | Should've Never                                      | Rooney, Jennifer Lopez                                                  | Samuel Barnes, Jean Claude Olivier, Rooney, Tonino Baliardo, Nicolas Reyes | Poke and Tone, Dan Shea                   | 6:14  |
| 3.           | Too Late                                             | Rooney, Lopez                                                           | Alvin West                                                                 | West                                      | 4:27  |
| 4.           | Feelin' So Good (featuring Big Pun och Fat Joe)      | Rooney, Lopez                                                           | Sean "Puffy" Combs, Steven Standard, George Logios                         | Combs                                     | 5:27  |
| 5.           | Let's Get Loud                                       | Gloria Estefan, Kike Santander                                          | G. Estefan, Santander                                                      | Emilio Estefan Jr., Santander             | 3:59  |
| 6.           | Could This Be Love                                   | Lawrence P. Dermer                                                      | Dermer                                                                     | Estefan Jr., Dermer                       | 4:26  |
| 7.           | No Me Ames (Tropical Remix) (duett med Marc Anthony) | Giancarlo Bigazzi, Marco Falagiani, Aleandro Baldi, Ignacio Ballesteros | Bigazzi, Falagiani, Baldi, Ballesteros                                     | Estefan Jr., Shea, Juan Vincente Zambrano | 5:03  |
| 8.           | Waiting for Tonight                                  | Maria Christensen, Michael Garvin, Phil Temple                          | Christensen, Garvin, Temple                                                | Ric Wake, Richie Jones                    | 4:06  |
| 9.           | Open Off My Love                                     | Kyra Lawrence                                                           | Darrell "Digga" Branch, Lance "Un" Rivera                                  | Branch, Rivera                            | 4:35  |
| 10.          | Promise Me You'll Try                                | Peter Zizzo                                                             | Zizzo                                                                      | Wake                                      | 3:52  |
| 11.          | It's Not That Serious                                | Rooney, Lopez, Jerkins, Loren Dawson                                    | Jerkins                                                                    | Jerkins, Dawson                           | 4:17  |
| 12.          | Talk About Us                                        | Rooney                                                                  | Rooney                                                                     | Rooney, Shea                              | 4:35  |
| 13.          | No Me Ames (Ballad Version) (duett med Marc Anthony) | Bigazzi, Falagiani, Baldi, Ballesteros                                  | Bigazzi, Falagiani, Baldi, Ballesteros                                     | Shea                                      | 4:38  |
| 14.          | Una Noche Más                                        | Christensen, Garvin, Temple, Manny Benito                               | Christensen, Garvin, Temple                                                | Wake                                      | 4:09  |
| Total längd: | Total längd:                                         | Total längd:                                                            | Total längd:                                                               | Total längd:                              | 64:13 |

| 15.          | Baila                                                   |              | Estefan Jr., Barlow, Noriega | 3:35  |
| 16.          | Theme from Mahogany (Do You Know Where You're Going To) |              | Shea, Rooney                 | 3:34  |
| Total längd: | Total längd:                                            | Total längd: | Total längd:                 | 71:22 |

| 1.           | No Me Ames (duett med Marc Anthony)                  |              |              | Shea                                      | 4:36  |
| 2.           | If You Had My Love                                   |              |              | Jerkins                                   | 4:25  |
| 3.           | Una Noche Más                                        |              |              | Ric Wake, Richie Jones                    | 4:06  |
| 4.           | Should've Never                                      |              |              | Poke and Tone, Dan Shea                   | 6:15  |
| 5.           | Es Amor                                              |              |              |                                           | 4:41  |
| 6.           | Let's Get Loud                                       |              |              | Emilio Estefan Jr., Santander             | 4:00  |
| 7.           | It's Not That Serious                                |              |              | Jerkins, Dawson                           | 4:16  |
| 8.           | Amar Es Para Siempre                                 |              |              | West                                      | 3:53  |
| 9.           | Too Late                                             |              |              | West                                      | 4:28  |
| 10.          | El Deseo De Tu Amor                                  |              |              | Darrell "Digga" Branch, Lance "Un" Rivera | 3:37  |
| 11.          | Talk About Us                                        |              |              | Rooney, Shea                              | 4:35  |
| 12.          | Could This Be Love                                   |              |              | Estefan Jr., Dermer                       | 4:26  |
| 13.          | No Me Ames (Tropical Remix) (duett med Marc Anthony) |              |              | Ric Wake, Richie Jones                    | 5:03  |
| 14.          | Waiting for Tonight                                  |              |              | Ric Wake, Richie Jones                    | 4:06  |
| Total längd: | Total längd:                                         | Total längd: | Total längd: | Total längd:                              | 64:13 |

## Musikmedverkande
- Hämtat från Allmusic.[21]

Produktion
| - Ariel – ljudtekniker - Charles "Prince Charles" Alexander – ljudmixare - Marcelo Añez – ljudtekniker - Chuck Bailey – assisterande ljudtekniker, ljudtekniker - David Barratt – produktion (ledning) - Juan Bohorquez – assisterande ljudtekniker - Gustavo Bonnet – assisterande ljudtekniker - Ariel Borujow – assisterande ljudtekniker - Darrell Branch – Producent - Bob Cadway – ljudtekniker - Brian Calicchia – assisterande ljudtekniker, ljudtekniker - Emilio Estefan, Jr. – chefsproducent, producent - Bobby Fernandez – ljudtekniker - Alfred Figueroa – assisterande ljudtekniker - Pablo Flores – ljudmixare, fotograf - Javier Garza – ljudtekniker, ljudmixare - David Gleeson – ljudtekniker - Franklin Grant – ljudtekniker - Mick Guzauski – ljudmixare, remixare - Brian Harding – assisterande ljudtekniker, ljudtekniker - Dan Hetzel – ljudtekniker, ljudmixare - Jim Janik – digitalt arbete, sånginspelning - Rob Jenkins – producent - Pete Krawiec – assisterande ljudtekniker - Sebastián Krys – ljudtekniker - Bob Ludwig – mastering - Bill Makina – Programmering | - Glen Marchese – assisterande ljudtekniker, ljudtekniker, ljudtekniker (stränginstrument) - Tony Mardini – assisterande ljudtekniker - Tony Maserati – ljudmixare - Lester Mendez – Programmering - Steve Menezes – assisterande ljudtekniker, ljudtekniker - Freddy Piñero, Jr. – ljudtekniker - Poke & Tone – producent, programmering - Jim Porto – assisterande ljudtekniker - Herb Powers – mastering - Prince Charles – ljudtekniker, ljudmix, bakgrundssång - Simon Ramone – assisterande ljudtekniker, ljudtekniker - Bill Molina – programmering - Dave Reitzas – ljudtekniker - David Rideau – ljudtekniker - Kike Santander – arrangör, kompositör, producent - William Ross – stränginstrument - Dave Scheuer – arrangör, ljudtekniker, programmering - David Shackney – ljudtekniker - Dan Shea – arrangör, digitalt arbete, ljudtekniker, keyboards (programmering), keyboards, primär artist, producent, programmering, sångproducent - Chucky Thompson – programmering - Alvin West – kompositör, piano, producent, programmering - Chris Wiggins – assisterande ljudtekniker - Robb Williams – assisterande ljudtekniker, ljudtekniker, ljudtekniker (stränginstrument) - Mario Winans – programmering - Thomas R. Yezzi – ljudtekniker - Juan Vincente Zambrano – arrangör, keyboards, producent, programmering |

Framföranden
| - 7 Mile Primary – bakgrundssång - Donna Allen – bakgrundssång - Kenny Anderson – saxofon - Marc Anthony – gästartist - Randy Barlow – trumpet - Juan Barrett - Tom Barney – arrangör, bas - Big Punisher – rap - Edwin Bonilla – slagverk - Angie Chirino – bakgrundssång - Sal Cuevas – Bas - LaShawn Daniels – bakgrundssång - Ximera DePombo – bakgrundssång - Lawrence Dermer – Keyboards, producent, bakgrundssång - Margaret Dorn – bakgrundssång - Paquito Echevarria – piano - Fat Joe – rap - Sandy Griffith – bakgrundssång - Douglas Guevara – bongos, timbales - Douglas Guevera – bongos, congas, timbales - Shawnyette Harrell – bakgrundssång - Skyler Jett – bakgrundssång - Jennifer Karr – bakgrundssång - Eric Kupper – keyboards - Bill Lawrence – bakgrundssång - Michael Landau – gitarr - Kyra Lawrence – bakgrundssång | - Manny López – gitarr - Manuel Lopez – gitarr - Doug Michels – trumpet - Chieli Minucci – gitarr - Herman "Teddy" Mulet – trombon - Conesha Owens – bakgrundssång - Konesha Owens – bakgrundssång - Dean Parks – gitarr - Lena Pérez – bakgrundssång - Wendy Peterson – bakgrundssång - Archie Pena – slagverk - Rita Quintero – bakgrundssång - Tracy Reid – bakgrundssång - Claytoven Richardson – bakgrundssång - Jack Stamates – violin - Michael Thompson – gitarr - Michael Hart Thompson – gitarr - Rene Toledo – gitarr - Kim Travis – bakgrundssång - Jorges Valero – bakgrundssång - José Miguel Velásquez – bakgrundssång - Rick Wake – arrangör, producent - Al West – piano, producent - Betty Wright – sångproducent, bakgrundssång |

## Topplistor
| Lista (1999)                      | Topplacering |
| --------------------------------- | ------------ |
| Australien (ARIA)                 | 11           |
| Belgien (Ultratop Flandern)       | 10           |
| Belgien (Ultratop Wallonien)      | 6            |
| Kanada (Canadian Albums)          | 5            |
| Finland (Suomen virallinen lista) | 15           |
| Frankrike (SNEP)                  | 15           |
| Tyskland (Media Control Charts)   | 3            |
| Ungern (Mahasz)                   | 14           |
| Japan (Oricon)                    | 20           |
| Nederländerna (MegaCharts)        | 6            |
| Nya Zeeland (Recorded Music NZ)   | 20           |
| Norge (VG-lista)                  | 14           |
| Storbritannien (UK Albums Chart)  | 14           |
| Sverige (Sverigetopplistan)       | 20           |
| Schweiz (Schweizer Hitparade)     | 3            |
| USA (Top R&B/Hip-Hop Albums)      | 8            |
| USA (Billboard 200)               | 8            |
| Österrike (Ö3 Austria)            | 7            |

## Certifikat
| Region               | Certifikat |
| -------------------- | ---------- |
| Argentina (CAPIF)    | Platina    |
| Australien (ARIA)    | Platina    |
| Österrike (IFPI)     | Guld       |
| Kanada (CRIA)        | 5× Platina |
| Europa (IFPI)        | Platina    |
| Finland (IFPI)       | Guld       |
| Frankrike (SNEP)     | 2× Guld    |
| Tyskland (IFPI)      | Guld       |
| Nederländerna (NVPI) | Platina    |
| Nya Zeeland (RIANZ)  | 2× Platina |
| Polen (ZPAV)         | Platina    |
| Schweiz (IFPI)       | Guld       |
| Storbritannien (BPI) | Platina    |
| USA (RIAA)           | 3× Platina |